# Muntiacus montanus
Muntiacus montanus är ett hovdjur i släktet muntjaker som förekommer på Sumatra.
Populationens taxonomiska status är inte helt utredd. Den listas beroende på auktoritet som art eller som underart (Muntiacus muntjak montanus) till indisk muntjak. En individ som undersöktes 1947 (fångat omkring 1930) visade tydliga skillnader till den indiska muntjakens nominatform. En jämförelse med Muntiacus montanus typexemplar var inte möjlig. Sumatras befolkning har olika beteckningar för dessa två former av muntjaker. Efter 1930 fångades inga fler exemplar fram till 2002. Individen från 2002 fotograferades och lämnades sedan åter i frihet. En senare inspektion av bilderna visade att exemplaret var en Muntiacus montanus.

## Utseende
Enligt de olika beskrivningarna är djuret tydlig mindre än indisk muntjak och pälsen ska vara mörkare. På ovansidan förekommer mörk kastanjebrun päls med flera helt svarta hår inblandade och regionen på ryggens topp är mörkast. Huvudet kännetecknas av ett grått ansikte och en orangebrun hjässa. Även öronens främre nedre del är orangebrun, medan baksidan är mörkbrun. Denna muntjak har en ljus olivgrön-brun strupe och en ljusröd buk samt ljusröda underarmar. Vid ljumsken är pälsen nästan vit. Hannarnas horn är kortare än en meter och de har sällan förgreningar.

## Utbredning
Denna muntjak observerades i bergstrakter på västra Sumatra mellan 1430 och 2830 meter över havet. I regionen finns städsegröna skogar som antas vara djurets habitat.

## Status
IUCN listar Muntiacus montanus med kunskapsbrist (DD) på grund av den oklara taxonomiska ställningen. När populationen bekräftas som art kan den listas som livskraftig (LC) eller som nära hotad (NT). Jakttrycket och skogsavverkningarnas omfång är inte lika höga som i låglandet.